# Estación de Villarreal
Villarreal (en valenciano Vila-real) es una estación ferroviaria situada en la ciudad española de Villarreal en la provincia de Castellón, Comunidad Valenciana. Dispone de servicios de Media Distancia y forma parte de la línea C-6 de Cercanías Valencia operada por Renfe.

## Situación ferroviaria
La estación se encuentra en el punto kilométrico 62,2 de la línea férrea de ancho ibérico que une Valencia con San Vicente de Calders a 38,88 metros de altitud.

## Historia
La estación fue inaugurada el 26 de diciembre de 1862 con la apertura del tramo Nules-Castellón de la línea que pretendía unir Valencia con Tarragona. Las obras corrieron a cargo de la Sociedad de los Ferrocarriles de Almansa a Valencia y Tarragona o AVT que previamente y bajo otros nombres había logrado unir Valencia con Almansa. En 1889, la muerte de José Campo Pérez principal impulsor de la compañía abocó la misma a una fusión con Norte. En 1941, tras la nacionalización del ferrocarril en España la estación pasó a ser gestionada por la recién creada RENFE. 
Desde el 31 de diciembre de 2004 Renfe Operadora explota la línea mientras que Adif es la titular de las instalaciones ferroviarias.

## La estación
Está situada entre la avenida de Francia y la calle Ana Nebot López. El edificio para viajeros es una sobria estructura de planta rectangular y dos alturas con disposición lateral a las vías. Cuenta con dos vías principales (vías 1 y 2) y otra derivada (vía 4) con accesos a andén (uno lateral y otro central). Además, las instalaciones se completan con otra playa de vías, de 4 000 metros cuadrados con funciones logísticas que incluye otras tres vías (vías 6, 8 y 10).

## Servicios ferroviarios

### Media Distancia
Los trenes de Media Distancia tienen como destinos principales las ciudades de Valencia, Barcelona y Tortosa.
| Línea MD                            | Trenes                   | Origen/Destino | Destino/Origen                                |
| ----------------------------------- | ------------------------ | -------------- | --------------------------------------------- |
| 50                                  | Regional Regional Exprés | Valencia-Norte | Tortosa Barcelona Benicasim1 Oropesa del Mar1 |
| 1. Solo circula en periodo estival. |                          |                |                                               |

### Cercanías
Los trenes de cercanías de la línea C-6, incluyendo los CIVIS realizan parada en la estación siendo la frecuencia de 20 min en hora punta de días laborables y de 1 h en fines de semana y festivos.
| procedencia/destino | < estación                          | Línea | estación > | destino/procedencia   |
| ------------------- | ----------------------------------- | ----- | ---------- | --------------------- |
| Valencia-Norte      | Burriana-Alquerías del Niño Perdido |       | Almazora   | Castellón de la Plana |